# 와타리역 (미야기현)
와타리역(일본어: 亘理駅, わたりえき)은 일본 미야기현 와타리군 와타리정에 있는, 동일본 여객철도의 철도역이다.

## 역 구조
2면 2선 구조의 지상역이다.

### 승강장
| 1          | ■ 조반선 | 이와누마·센다이 방면 |
| 1          | ■ 조반선 | 하마요시다 행        |
| 2          | ■ 조반선 | 하마요시다 행        |
| 역 앞 광장 | ■ 조반선 | 야마시타·소마 방면   |

## 역세권 정보
- 와타리 정청(町廳)
- 와타리 우체국
- 국도 제6호선

## 역사
- 1897년 11월 10일: 닛폰 철도의 역으로 영업 개시.
- 1906년 11월 1일: 국유화.
- 1987년 4월 1일: 민영화에 따라 동일본 여객철도의 소속이 되었다.
- 2003년 10월 26일: Suica 도입.
- 2011년 3월 11일: 동일본 대지진으로 영업이 중단되었다.
- 2011년 4월 12일: 당역 ~ 이와누마 구간(센다이 방면)이 운행 재개.
- 2013년 3월 16일: 하마요시다 ~ 당역 구간이 운행 재개.

## 인접역
| 동일본 여객철도 조반선   | 동일본 여객철도 조반선 | 동일본 여객철도 조반선 |
| ------------------------ | ---------------------- | ---------------------- |
| 하마요시다 하마요시다 행 | ■ 보통                 | 오쿠마 센다이 방면1    |